# Tajinaste

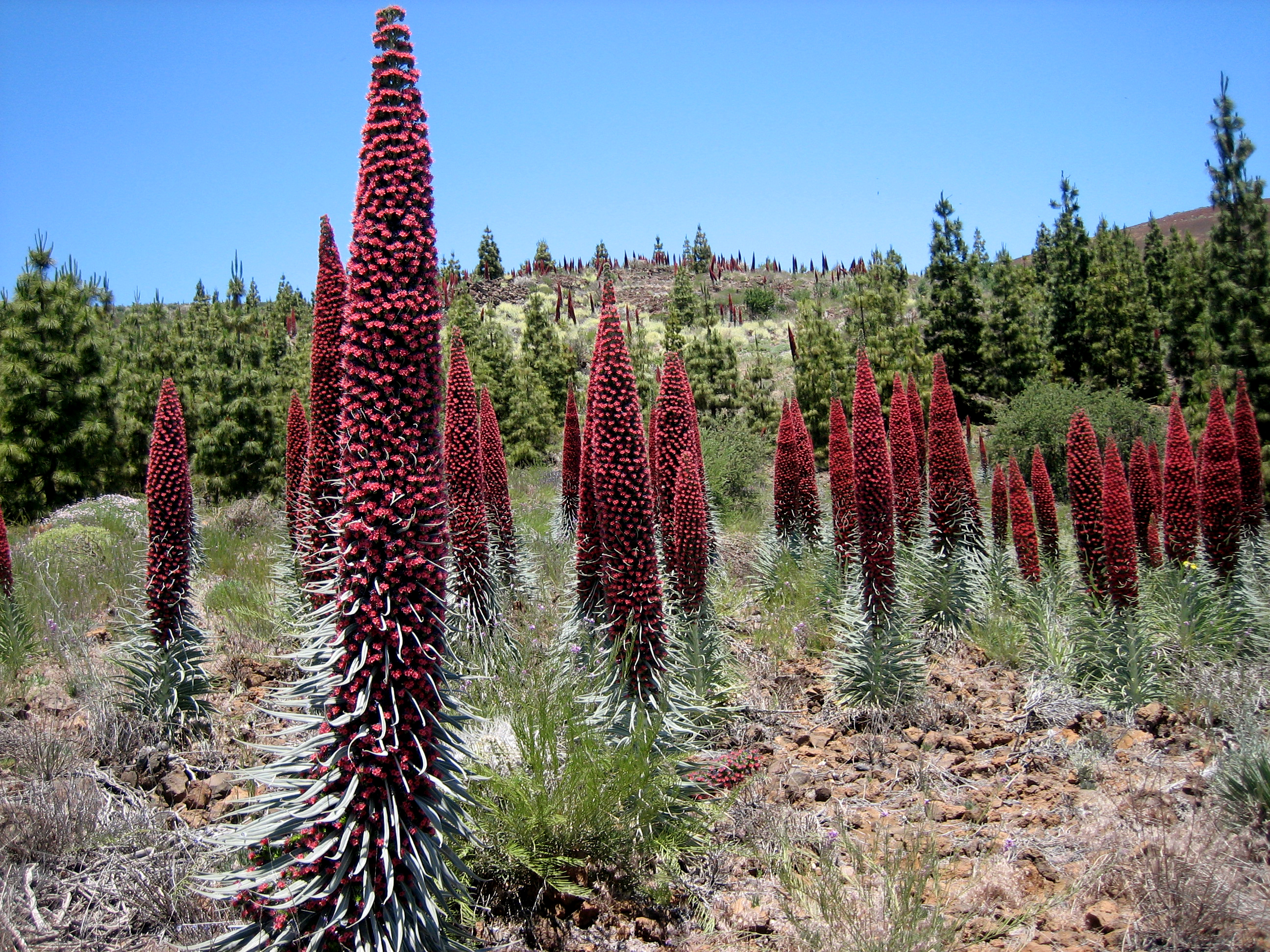
Tajinastes rojos Echium wildpretii en su hábitat en la isla de Tenerife.

Tajinaste o taginaste es el nombre genérico que se da en las islas Canarias a la mayoría de especies de porte arbustivo del género Echium, mayoritariamente endémicas de dicho archipiélago.

## Etimología
El nombre proviene del idioma guanche, reconstruido como: ⵜⴰⵉⵏⴰⴵⵜ, *tainast, palabra femenina que significa 'aguja' y que perdura hasta nuestro tiempo.
La gran acumulación de tajinastes formando un "bosque" se conoce como tajinastal.

## Especies
Canarias es el lugar donde más especiación del género ha habido de la Macaronesia, existiendo hasta veinticuatro especies endémicas del archipiélago.
- Echium acanthocarpum Svent., endémica de La Gomera.
- Echium aculeatum Poir, presente en El Hierro, La Palma, La Gomera y Tenerife.
- Echium auberianum Webb & Berthel., de Tenerife.
- Echium bethencourtii A.Santos, de La Palma.
- Echium bonnetii Coincy, presente en Tenerife, Gran Canaria, Fuerteventura y Lanzarote.
- Echium brevirame Sprague & Hutch., de La Palma.
- Echium callithyrsum Webb ex Bolle, endémico de las zonas húmedas del norte y noreste de Gran Canaria.
- Echium decaisnei Webb, presente en Gran Canaria con la subespecie decaisnei, y en Fuerteventura y Lanzarote con la subespecie purpuriense Bramwell.
- Echium gentianoides Webb ex Coincy, de La Palma.
- Echium giganteum L. f., de Tenerife.
- Echium handiense Svent., endémica de la zona sur de la isla de Fuerteventura.
- Echium hierrense Webb ex Bolle, de El Hierro.
- Echium lancerottense Lems & Holzapfel, endemismo de Lanzarote.
- Echium leucophaeum Webb ex Sprague & Hutch., de Tenerife.
- Echium onosmifolium Webb, de Gran Canaria, donde se encuentra representada por las subespecies E. onosmifolium onosmifolium y por E. onosmifoiuum spectabile G.Kunkel.
- Echium perezii Sprague, de La Palma.[10]
- Echium pininana Webb & Berthel., de La Palma.
- Echium simplex DC., endémica del nordeste de Tenerife.
- Echium strictum L. f., presente con la subespecie exasperatum (Webb ex Coincy) Bramwell en Tenerife, gomerae (Pit.) Bramwell en La Gomera, y strictum en estas dos islas y en El Hierro, La Palma y Gran Canaria.
- Echium sventenii Bramwell, en Tenerife.
- Echium triste Svent., con la subespecie nivariense (Svent.) Bramwell en Tenerife y La Gomera, y la subespecie triste en Gran Canaria.
- Echium virescens DC., en Tenerife.
- Echium webbii Coincy, en La Palma.
- Echium wildpretii Pearson ex Hook.f., endémica de Tenerife.

## Galería

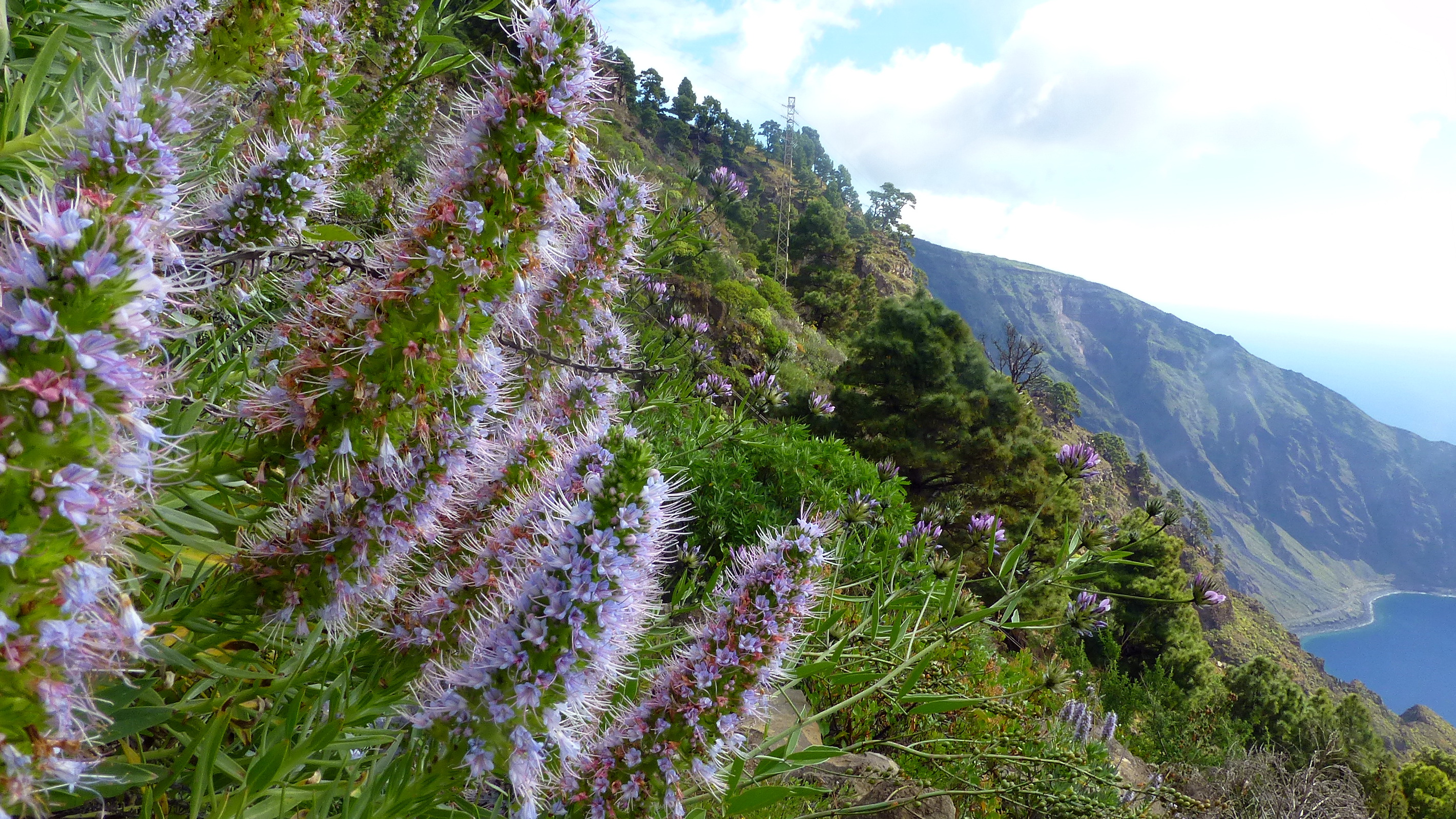
Echium hierrense
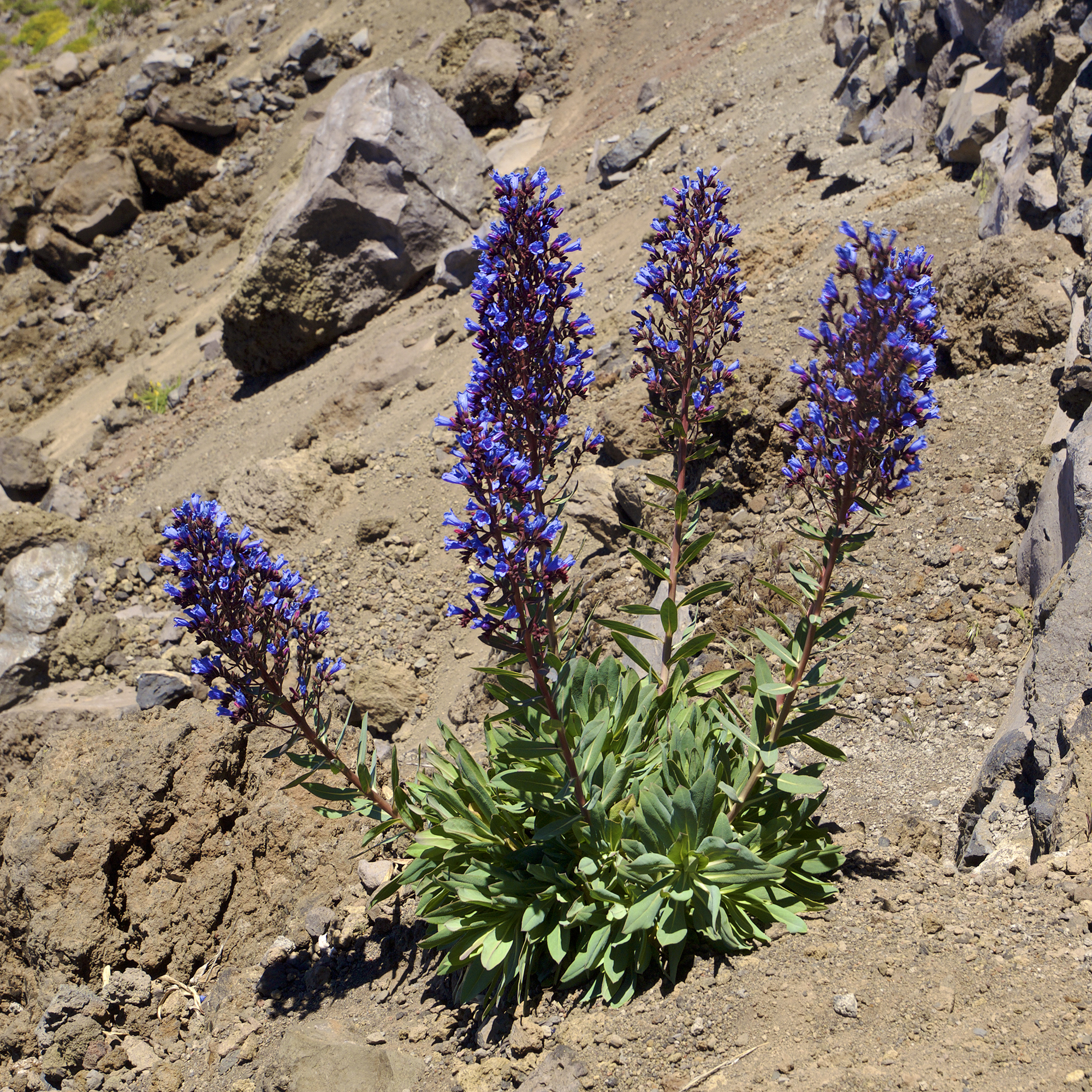
Echium gentianoides
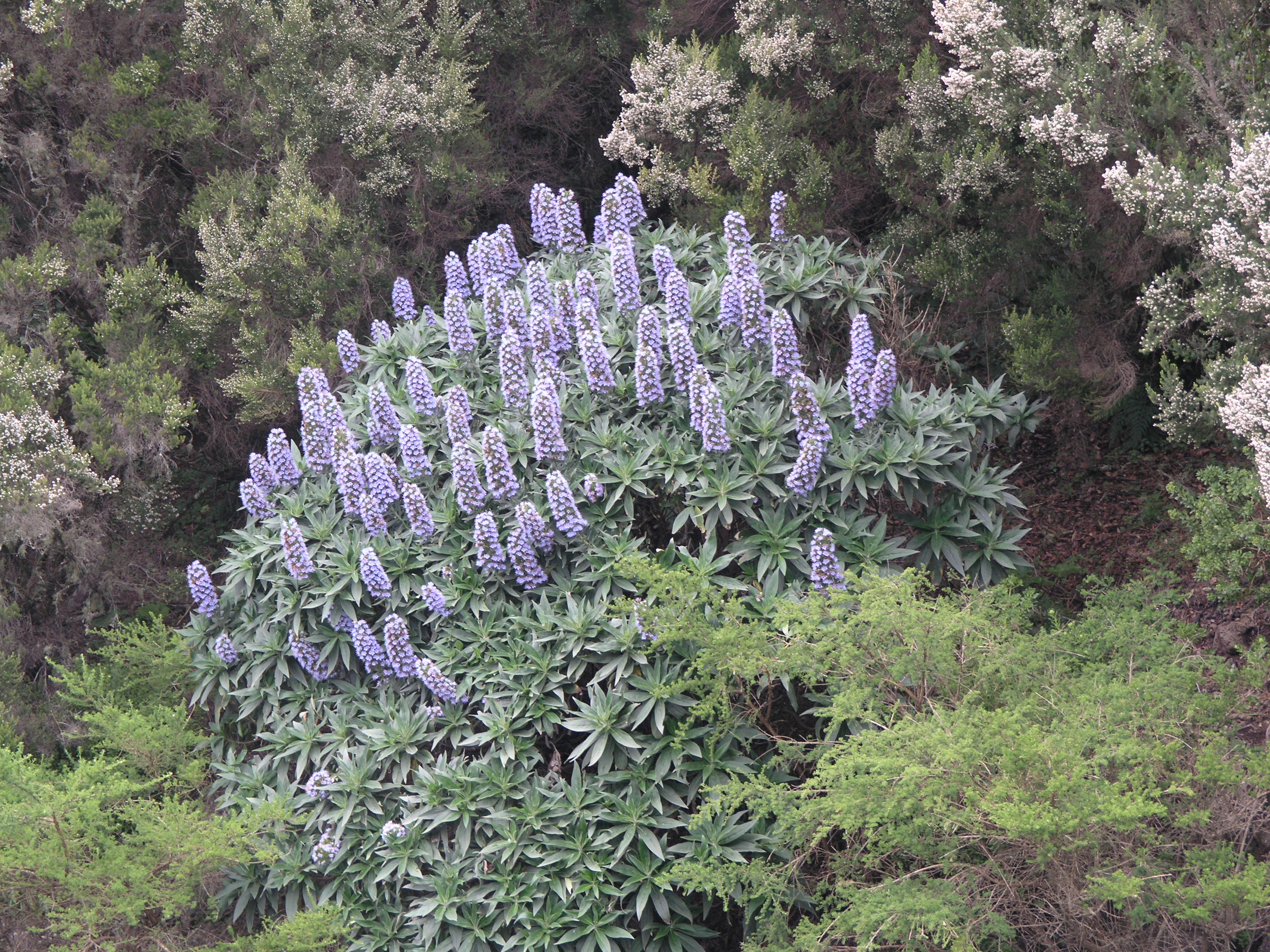
Echium acanthocarpum
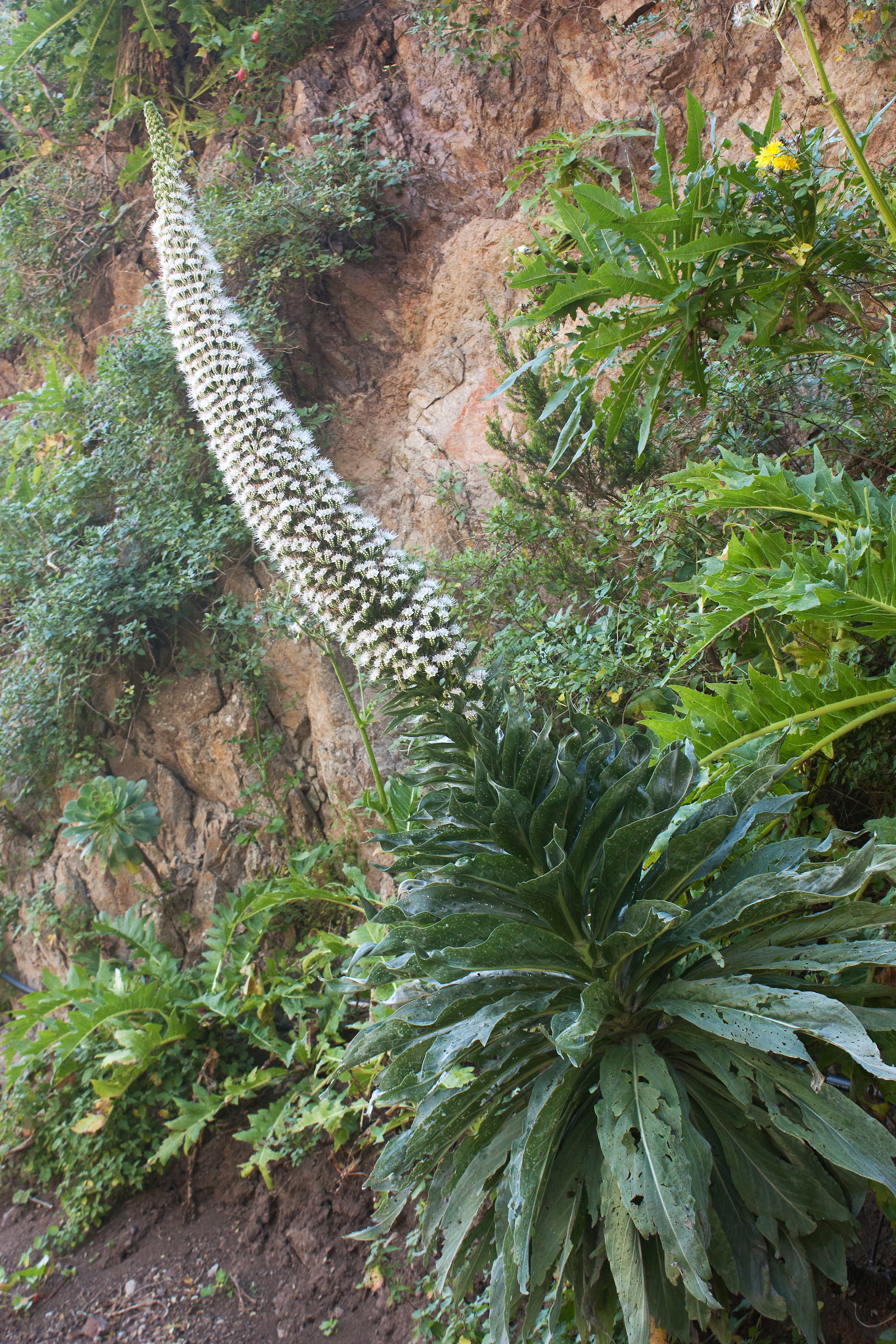
Echium simplex
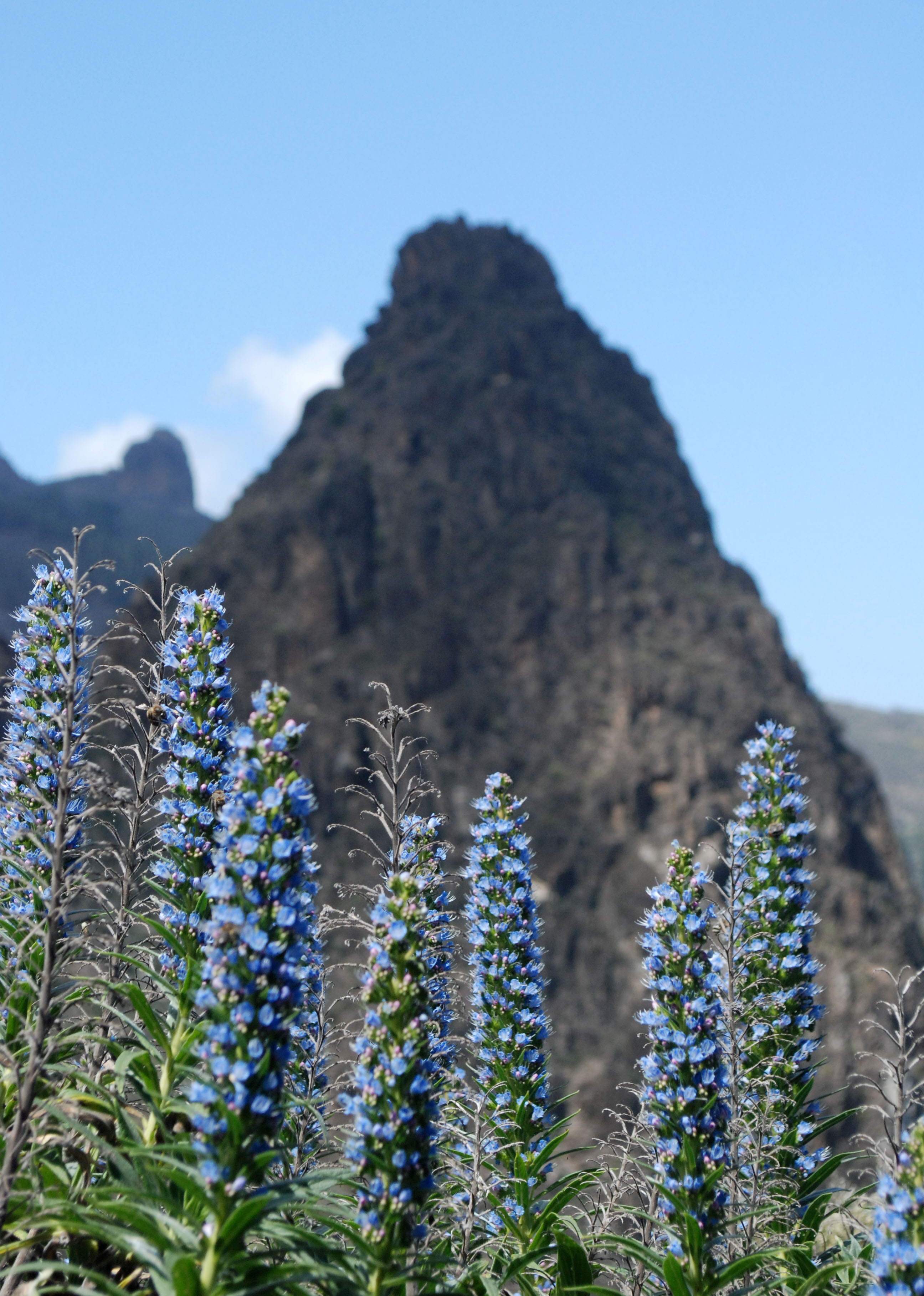
Echium callithyrsum
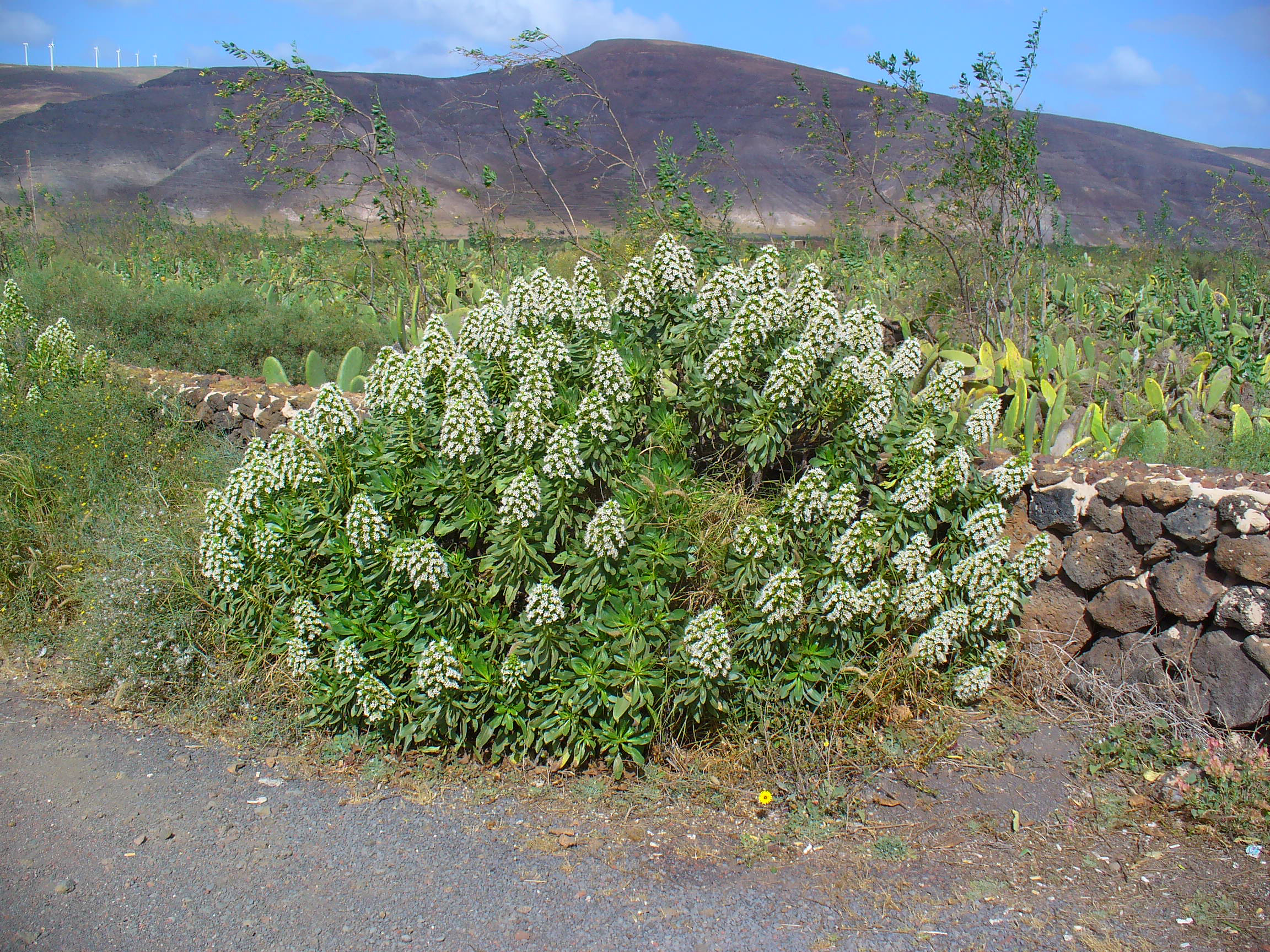
Echium decaisnei ssp. purpuriense